# イン・ディス・ワールド
『イン・ディス・ワールド』（In This World）は、2002年製作のイギリス映画である。マイケル・ウィンターボトム監督。ベルリン映画祭金熊賞を受賞。主人公の少年達は、実際にパキスタンの難民キャンプ出身である。

## ストーリー
パキスタンの難民キャンプで育ったジャマールは、従兄弟とともに6400キロ離れたロンドンに向かうことになった。密入国者の手引きによって、彼らの危険で長い旅が始まる

## キャスト
- ジャマール・ウディン・トラビ
- エナヤトゥーラ・ジュマディン